# Lachów Groń
Lachów Groń (1045 m), także Buciorysz – szczyt Pasma Jałowieckiego w Beskidzie Żywiecko-Orawskim.
Lachów Groń znajduje się w zakończeniu grzbietu odbiegającego od Czerniawej Suchej, od której oddziela go przełęcz o wysokości ok. 950 m. Posiada dwa wierzchołki o niemal jednakowej wysokości, leżące 280 m od siebie, oddzielone płytkim siodłem. Od północy i zachodu szczyt jest opływany przez Koszarawę, a od południa przez jej dopływ – potok Bystra. Pola i zabudowania należącego do miejscowości Koszarawa osiedla Bystra wysoko wkraczają na południowe stoki.
Ze szczytu roztacza się szeroka panorama. Na wschód w kierunku południowo-wschodnim rozciąga się masyw Babiej Góry z Cylem i Pasmo Policy, w którym łatwo rozpoznać można Okrąglicę po wieży przekaźnika telekomunikacyjnego. W kierunku północno-wschodnim dobry widok na pobliski Jałowiec. Od strony południowej roztacza się widok na Pilsko. Widokowy, gdyż pokryty polami, jest również odcinek szlaku na podejściu od Koszarawy na Lachów Groń.
W partii podszczytowej oraz na szczycie rozpościera się Hala Janoszkowa. Na hali od strony wschodniej, znajduje się dawny szałas pasterski, obecnie służący turystom. Można w nim w razie potrzeby przenocować, jednak w dość prymitywnych warunkach.

## Nazwa szczytu
Nazwa Lachów Groń wprowadzona została na mapy austriackie z końcem XIX wieku. Według B. Gustawicza, wybitnego znawcy Beskidów Zachodnich, pierwotna nazwa szczytu to Buciorysz. Nazwę tę podaje Słownik Geograficzny z 1883 r.: Między Koszarawą a Bystrą rozciąga się na obszarze gminy Koszarawa rozległy szczyt Buciorysz z licznymi polanami. Wzniesienie jego 1048 m. Również Władysław Midowicz uważa, że jest to pierwotna nazwa szczytu, a Aleksy Siemionow, że należy ją bezwzględnie przywrócić. Nazwa Lachów Groń jednak utrzymała się i taką nazwę tego szczytu podaje państwowy rejestr nazw geograficznych.
Według regionalizacji Polski opracowanej przez Jerzego Kondrackiego Lachów Groń znajduje się w Paśmie Jałowieckim należącym do Beskidu Makowskiego. Na mapach i w przewodnikach turystycznych Pasmo Jałowieckie zaliczane jest zazwyczaj do Beskidu Żywieckiego, w najnowszej regionalizacji z 2018 roku do Beskidu Żywiecko-Orawskiego. Znajduje się w granicach wsi Koszarawa w województwie śląskim, w powiecie żywieckim, w gminie Koszarawa.

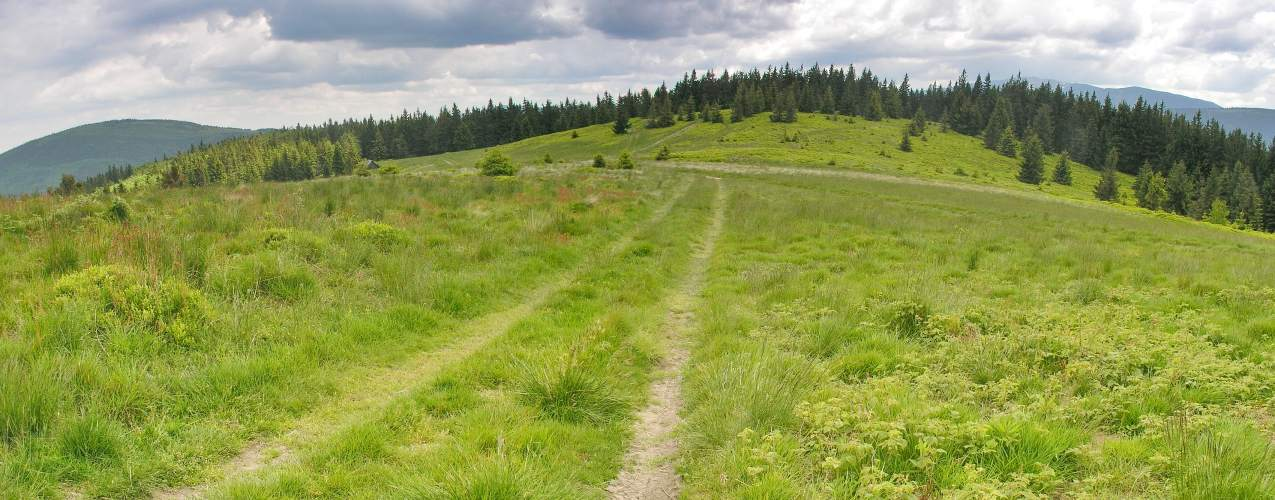
Polana Janoszkowa

## Szlaki turystyczne
Koszarawa – Lachów Groń – Czerniawa Sucha – Przełęcz Trzebuńska – Jałowiec